# Chishmy
Chishmy (en ruso: Чишмы́) es una localidad de la república de Baskortostán, Rusia, ubicada a la orilla del río Dema, que es un afluente del río Belaya, el cual, a su vez, lo es del Kama, el cual, por último, lo es del Volga. Su población en el año 2010 era de unos 21 200 habitantes.